# Poitiers
Poitiers (pronuncia francese [pwaˈtje], in pittavino-santongese Potchiers, in occitano Peitieus, in italiano arcaico Poitieri) è una città della Francia centrale di 91 345 abitanti, sul fiume Clain, prefettura (capoluogo) del dipartimento della Vienne nella regione della Nuova Aquitania.
I suoi abitanti, come quelli del Poitou sono chiamati Poitevins o, nella forma arcaica, Pictaviens.
Il motto della città è: Sainte, saine et savante (in italiano: Santa, sana e sapiente).

## Geografia fisica
La città di Poitiers è situata alla soglia del Poitou, punto di passaggio poco elevato tra il Massiccio Armoricano a ovest e il Massiccio Centrale a est. Si tratta dunque di un punto di passaggio che consente un facile ingresso nel bacino parigino e in quello aquitano. A questo si aggiunge una posizione privilegiata su una rotta commerciale e militare.
Il sito su cui sorge Poitiers è una vasta altura posta tra le valli della Boivre e del Clain, che domina da una cinquantina di metri d'altezza, come se fosse un promontorio. Questo promontorio è collegato a sud all'altopiano circostante da uno stretto peduncolo, nel luogo chiamato Tranchée (affettato), che deriva il suo nome dal fossato scavato per tagliare questo passaggio ed isolare così il luogo dal territorio circostante.
Il primo fossato risale all'oppidum gallo, e venne mantenuto fino al XVIII secolo. L'aspetto difensivo del sito è quindi preponderante, ma l'interesse proviene anche da una vasta superficie (quasi 3 km²) facilmente difendibile, almeno fino all'invenzione dell'artiglieria. Queste due caratteristiche, estensione e facilità di difesa, fecero sì che il sito dove sorgeva la città non venisse spostato in epoca romana come accadde per altri insediamenti. Questo vasto spazio permise inoltre di far pascolare il bestiame, e a partire dal medioevo, coltivare orti e vigne.
I fiumi venivano attraversati in precisi punti di guado su cui sorsero, in seguito, gli attuali Ponte Joubert e Ponte Saint-Cyprien. In caso di assedio, questi venivano demoliti.

## Storia
Poitiers venne fondata dalla tribù dei Pictoni in epoca antecedente alla conquista romana della Gallia con il nome di Lemono (in latino Limonum).
In questo luogo vennero combattute tre importanti battaglie.
- La prima battaglia di Poitiers, combattuta nel 507, è meno conosciuta. Fu vinta da Clodoveo I, re dei Franchi, contro Alarico II, re dei Visigoti, nel luogo chiamato Campus Vogladensis, a nord di Poitiers.
- La celebre battaglia di Poitiers, combattuta nell'ottobre 732, vide la vittoria dei cavalieri Franchi, Germanici, Sassoni, Svedesi convenuti da tutta l'Europa e guidati da Carlo Martello sui saraceni provenienti dalla Spagna, onde metter fine alle loro continue incursioni, razzie, massacri, distruzioni, ruberie.
- La battaglia del 1356 venne invece combattuta il 19 settembre 1356, durante la Guerra dei Cent'anni.

### Antichità
La città esisteva già dall'arrivo di Cesare, sotto forma di oppidum celtico chiamato Lemonum, termine che deriverebbe dal gallico Lemo- (olmo). La città prese in seguito il nome di Poitiers, dal popolo dei Pictoni. I Romani la riorganizzarono nel I secolo d. C., dotandola di arene, terme, acquedotti, il che la portò a un livello di primo piano.
È probabile che nel II secolo d. C. la città fosse la capitale della provincia d'Aquitania.
Alla fine del III secolo, spesse mura costruite in fretta cingevano la città, ridotta alla sommità del promontorio.
Sant'Ilario evangelizzò la città nel IV secolo, epoca a cui risalgono le fondazioni del Battistero di San Giovanni.

### Medioevo

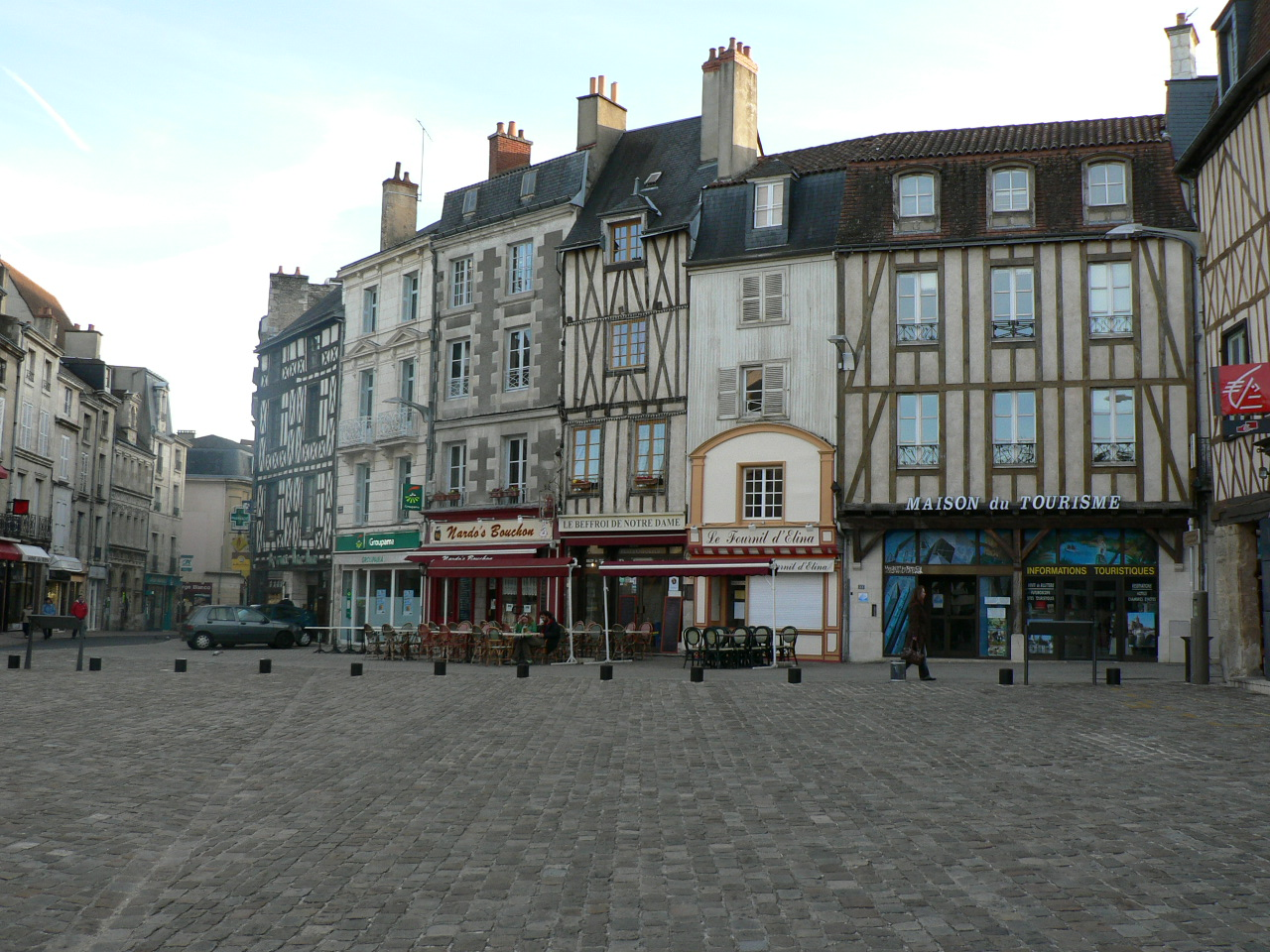
Piazza Charles-de-Gaulle

Nel Medioevo, Poitiers traeva vantaggio dalla sua posizione difensiva e lontana dal centro del potere franco. Sede vescovile dal IV secolo, la città era anche capitale della contea del Poitou, i cui conti governavano un importante principato comprendente il Poitou e l'Aquitania.
Nel VI e nell'VIII secolo vide le due battaglie già ricordate sopra, la seconda delle quali segnò il limite estremo raggiunto dall'espansione araba.
Nel IX secolo, il nome Grand-rue appare sulle carte. È la più antica traccia del nome di una via in Europa. Questa via corrisponde alla linea di minor pendenza per salire dal guado (oggi ponte) di Saint-Joubert all'altopiano ed è un itinerario risalente all'Età del Ferro. Orientata grosso modo nella direzione est-ovest, serviva da decumano al reticolo ortogonale delle vie dell'epoca romana.
Sempre nel IX secolo, l'abate Mellebaude fece costruire l'Ipogeo des Dunes.
La duchessa Eleonora (Alienore) d'Aquitania, contessa di Poitiers e regina d'Inghilterra,  fece costruire le nuove mura nel XII secolo. Lunghe 6000 metri, queste mura circondavano tutto il promontorio. La duchessa concesse una carta comunale alla città nel 1199, fece costruire un nuovo mercato e compì lavori importanti al Palazzo di Giustizia o Palazzo dei Conti-Duchi.
Morta Eleonora a Poitiers nell'aprile del 1204, la città fu presa da Filippo Augusto al figlio di Alienore e del re d'Inghilterra Enrico Plantageneto il duca, Riccardo Cuor di Leone, nell'agosto dello stesso anno.
Visto che la strada del pellegrinaggio verso Santiago di Compostela passa per Poitiers, la città accoglie numerosi pellegrini, che si fermano per venerare le reliquie di Santa Radegonda o di Sant'Ilario di Poitiers.
Nel XIV secolo, la città finisce nelle mani del terzo figlio di Giovanni II il buono, il duca di Berry. Egli fa abbellire il palazzo medievale dei conti di Poitiers, sistemando il particolare il maschio (detto “Maubergeon”). Fa abbellire anche l'antico castello triangolare. Nel 1358 fa costruire uno dei primi campanili, il “Grande orologio”, oggi scomparso.
Durante gli anni più bui della guerra dei cent'anni, la città accoglie il parlamento reale, nel 1418. È a Poitiers che fu verificata per la prima volta, dalle matrone, la questione della verginità di Giovanna d'Arco, nel 1429, prima di ricevere il comando dell'armata reale.
Sfruttando i favori reali e la presenza di numerosi eruditi in esilio da Parigi, Poitiers ottenne la creazione di un'Università nel 1431, che conterà 4.000 studenti alla fine del XV secolo.

### Dal XVI secolo ai nostri giorni
La città pare non accorgersi dei mutamenti provocati dal Rinascimento. Pochi cambiamenti accadono in quell'epoca nel tessuto urbano, a parte la costruzione di ponti che sostituiscono gli antichi guadi, e la costruzione di alcuni palazzi, come l’hôtel Jean Baucé, Fumé, Berthelot.
I poeti Joachim du Bellay e Pierre Ronsard trascorrono del tempo all'Università di Poitiers, prima di trasferirsi a Parigi.
La città ricava la sua prosperità essenzialmente dalle sue funzioni amministrative: giustizia reale, vescovato, monasteri e l'intendenza della generalità del Poitou. È proprio dall'intendenza che scaturiscono alcune evoluzioni alla fine del XVIII secolo: il visconte di Blossac, intendente dal 1750 al 1784, fa costruire un parco alla francese e ordina la distruzione della muraglia di Eleonora d'Aquitania sostituendola con degli ampi viali.
Nel XIX secolo vi furono costruite molte caserme, il che fece di Poitiers una rilevante sede di accantonamenti militari. Intorno al 1850 viene costruita la stazione, che sarà bombardata il 13 giugno 1944 durante la Seconda guerra mondiale.
Alla fine della guerra, la città subisce un progressivo esodo rurale fino alla metà degli anni ottanta. L'attività principale della città era principalmente rivolta verso l'industria, con una sede della Michelin.
Il progetto del Futuroscope, nel 1987, ha permesso a Poitiers di uscire dall'ombra: l'idea di René Monory ha lanciato la città come un centro turistico francese di primo piano. Oggi la città è visitata in parallelo al parco e può così beneficiare di un turismo sempre più europeo, e inglese in particolare, con l'apertura di una linea aerea diretta tra Poitiers e Londra Stansted.
Tra le personalità legate alla città vi è Michel Foucault, filosofo, sociologo e saggista, e Jean-Pierre Thiollet, scrittore, Marc Augé,
Antropologo, etnologo, scrittore e filosofo.

## Monumenti e luoghi d'interesse

### Architetture religiose
- Cattedrale di Poitiers (XII-XIV secolo)
- Battistero di San Giovanni (Poitiers) (IV secolo)
- Notre-Dame la Grande (XI-XII secolo)
- Chiesa di Santa Radegonda (XI-XV secolo)
- Chiesa di Saint-Hilaire le Grand (XI-XIX secolo)
- Chiesa di Saint-Jean de Montierneuf (XI-XVII secolo)

### Architetture civili
- Palazzo di Giustizia (già Palazzo dei conti di Poitou-duchi d'Aquitania, XI-XIX secolo)

### Musei
- Museo Sainte-Croix (archeologia, sculture di Auguste Rodin, Camille Claudel e Max Ernst, quadri di Ingres, Eugène Boudin, Gustave Moreau, Alfred Sisley, Édouard Vuillard, Pierre Bonnard, Piet Mondrian, François-Auguste Biard e Albert Marquet)
- Museo Rupert de Chièvres (belle arti)

## Società

### Evoluzione demografica
Abitanti censiti

## Amministrazione

### Gemellaggi
- Northampton
- Marburgo
- Lafayette
- Coimbra
- Jaroslavl'
- Iași, dal 1969[4]

## Studi superiori

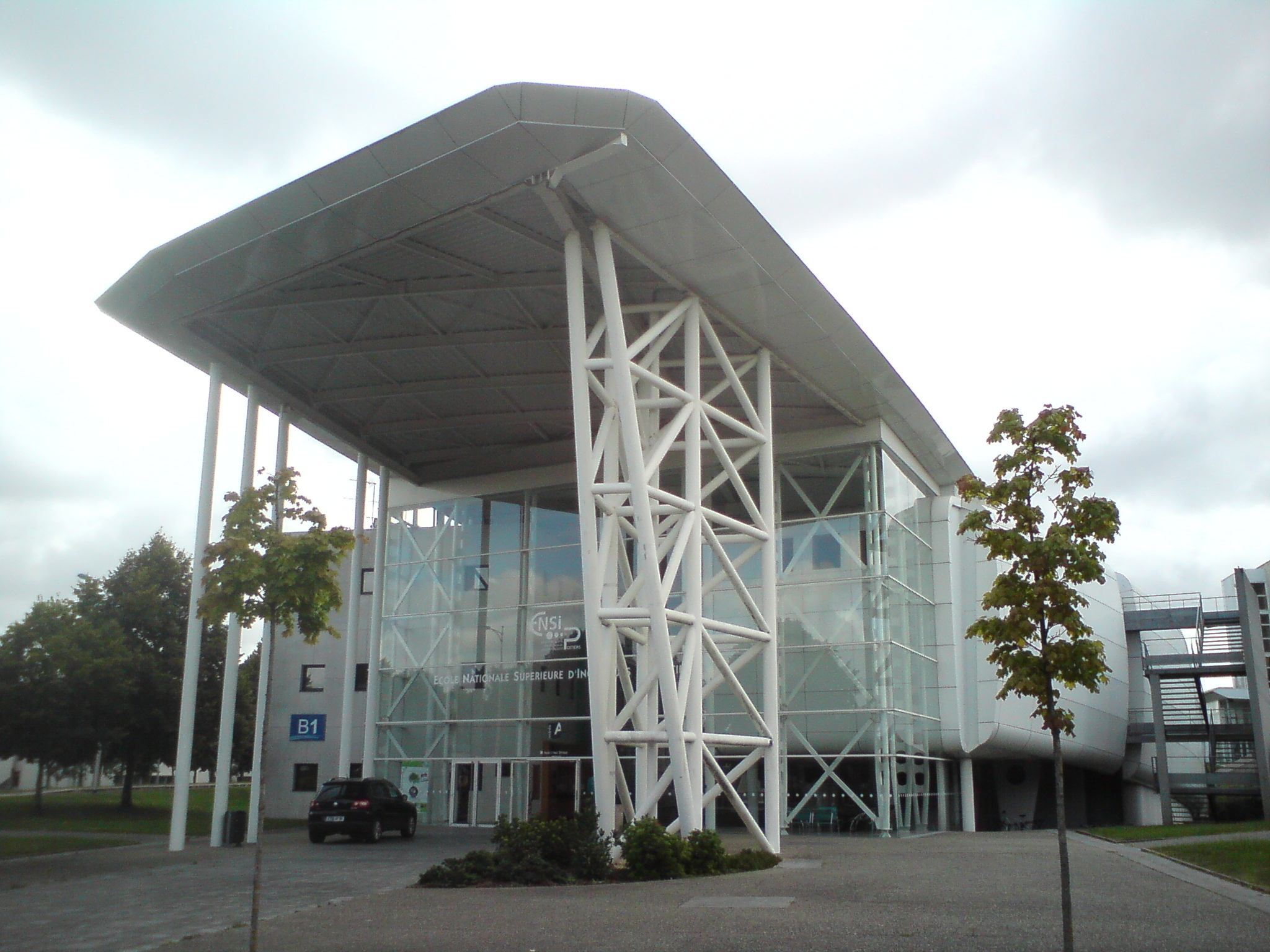
ENSIP

Ecco la lista delle università della città:
- Università di Poitiers
- École nationale supérieure d'ingénieurs de Poitiers (ENSIP)
- ESCEM
- Sciences Po Paris campus ibéro-latinoaméricain

## Galleria d'immagini

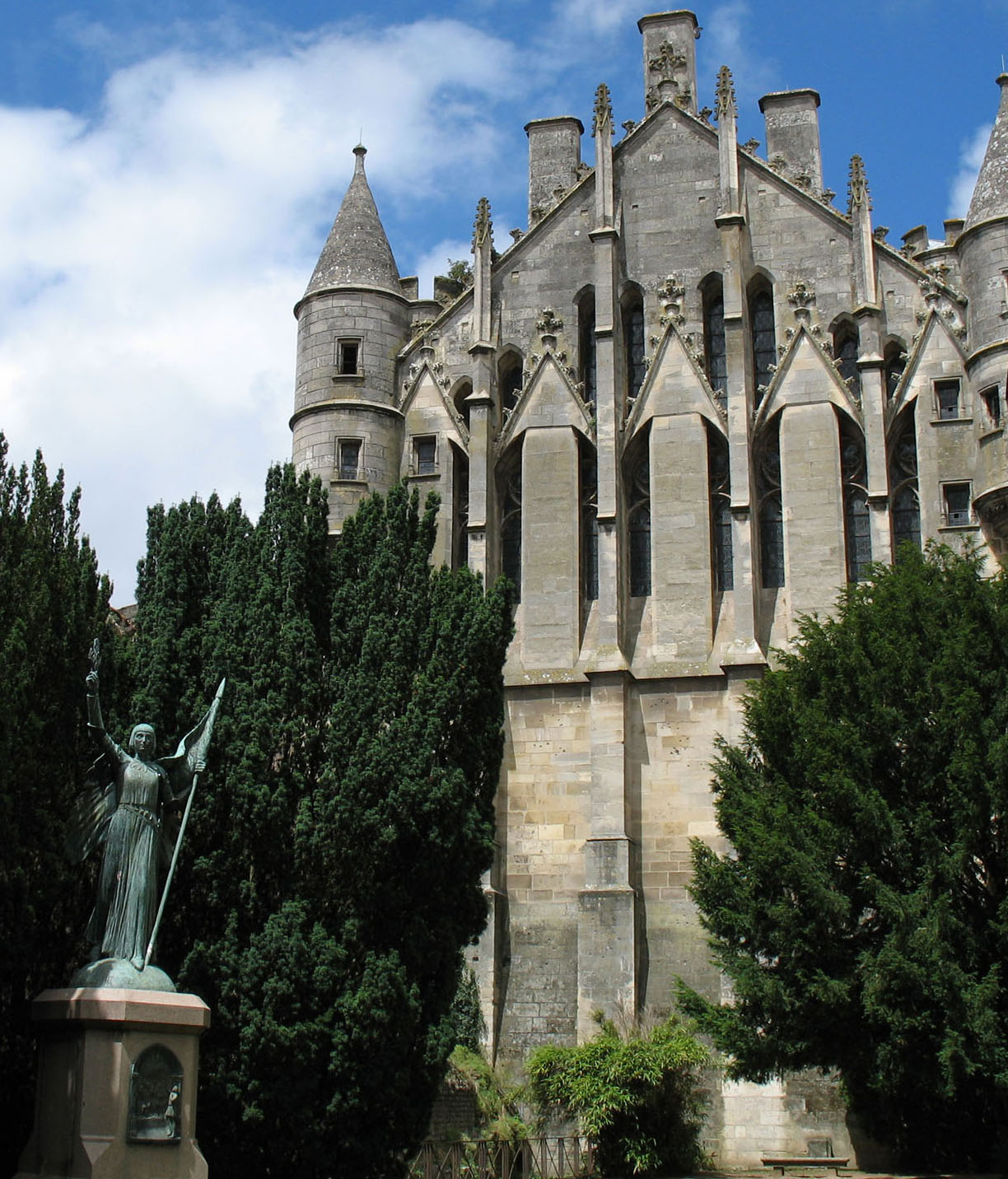
Poitiers
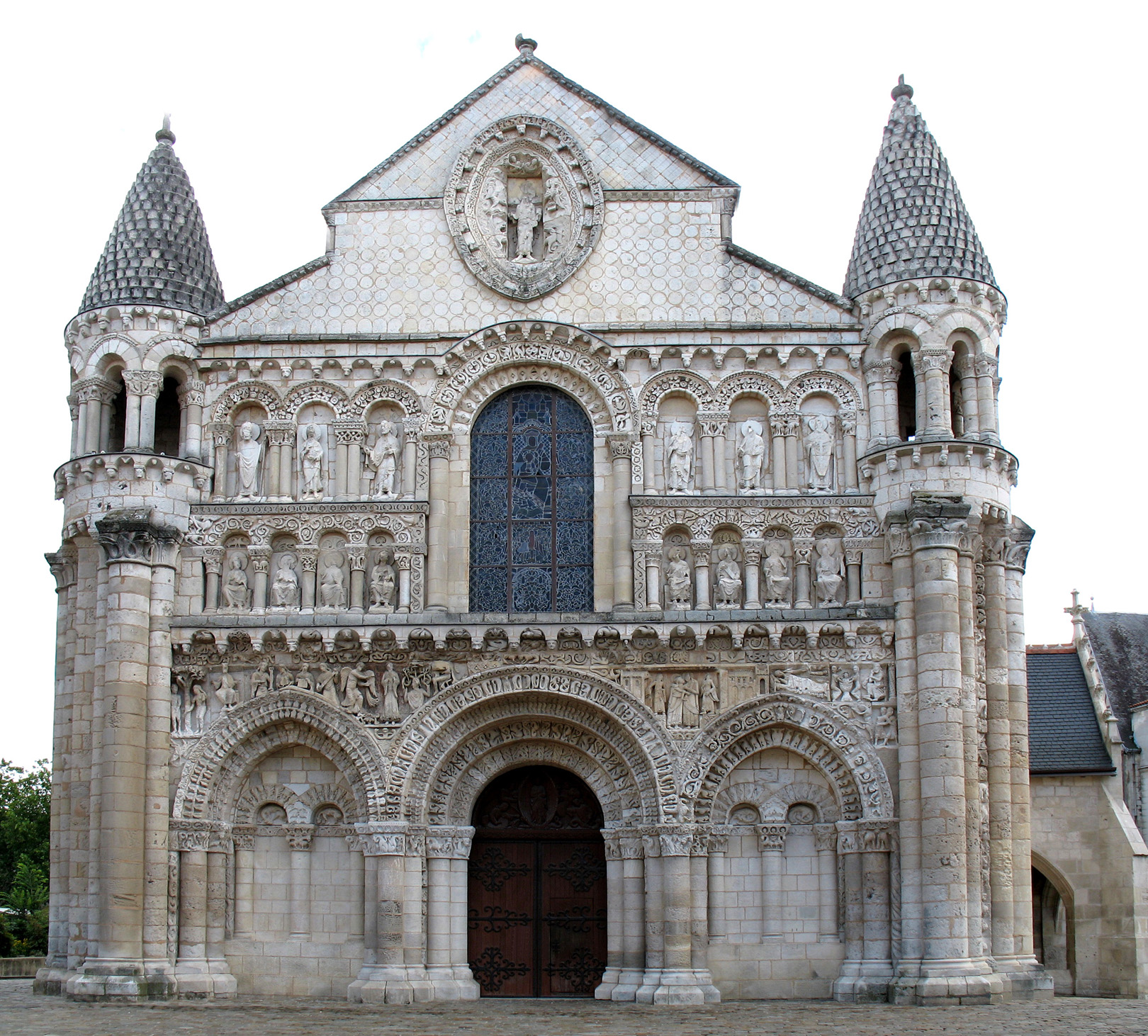
Chiesa di Notre-Dame la Grande
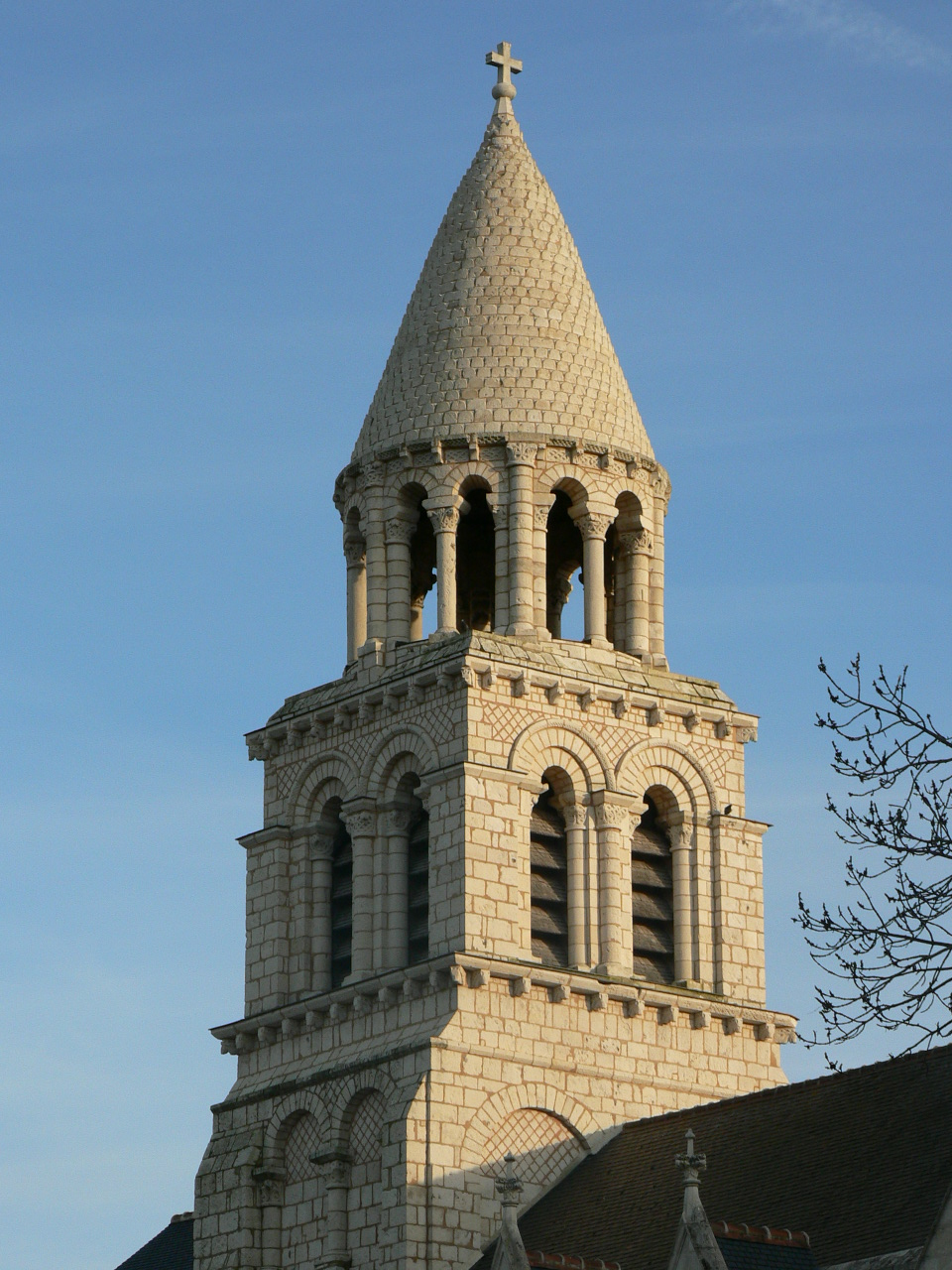
Campanile di Notre-Dame la Grande
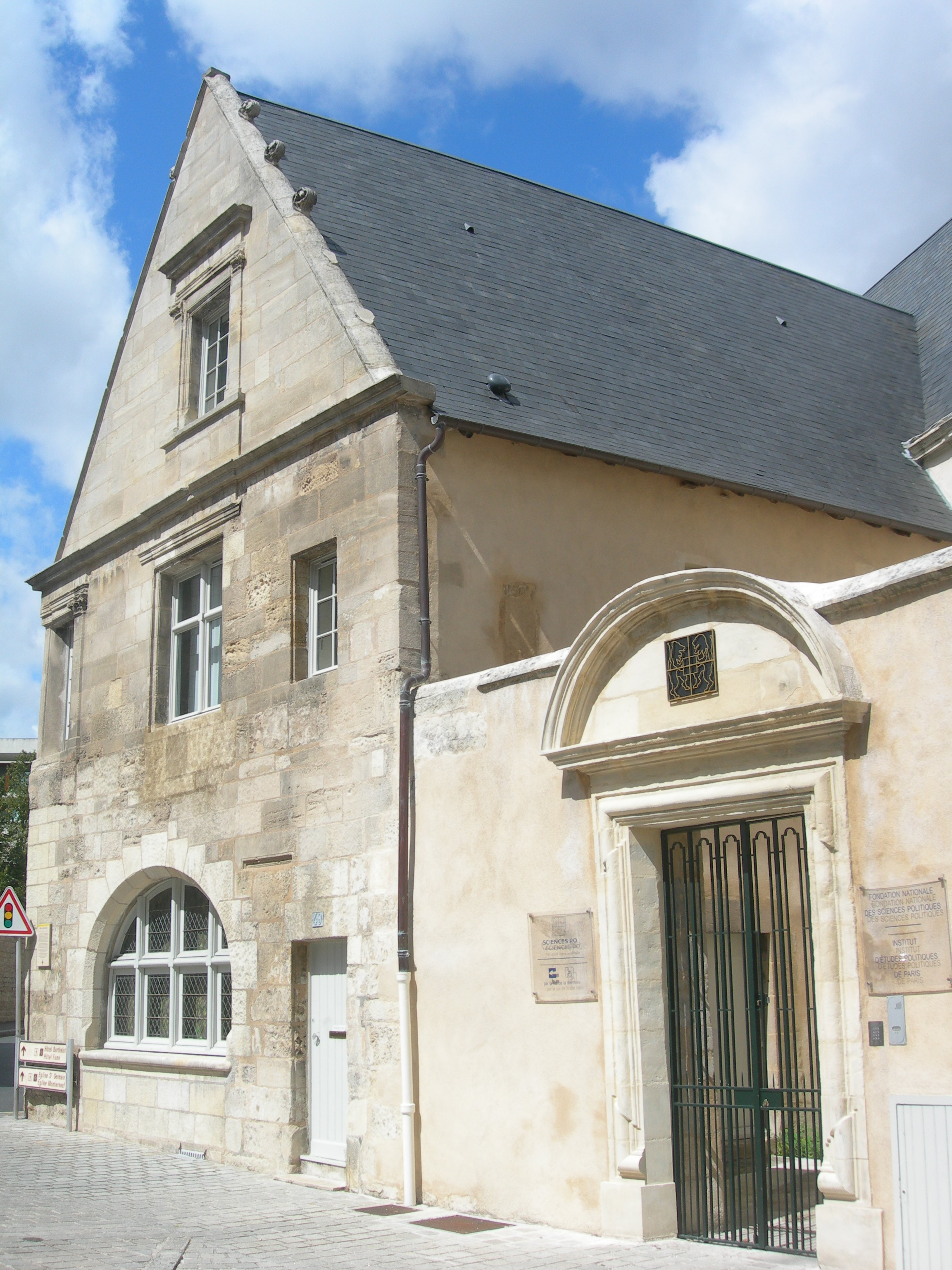
Hôtel-Chaboureau, 1 cycle Amérique Latine, Espagne et Portugal